# 沃伦·巴菲特之路
《沃伦·巴菲特之路》（英語：The Warren Buffett Way）是小罗伯特·海格士多姆撰写的投资书籍，讲述了美国投资家沃伦·巴菲特所实践的价值投资的商业和投资原则。简体中文版译者是朱武祥、樊勇。

## 章节
- 彼得·林奇序
- 作者再版前言
- 第一章、小概率事件
- 第二章、两位智者
- 第三章、市场先生与旅鼠
- 第四章、购买企业
- 第五章、长期持有
- 第六章、固定收益证券
- 第七章、股票投资
- 第八章、几只好股票
- 第九章、一个非理性的人
- 附录、贝克夏·哈斯维公司的投资组合及若干公司股票内在价值估算过程及结果
- 译后记

## 主要内容
《巴菲特之路》收集了沃伦·巴菲特投资公司1977年到1994年的年报和若干公司股票的内在价值估算过程及结果。
- 购买具有良好长期前景的企业
- 以低于其内在价值的价格购买企业
- 购买投资资本回报率高的企业
- 用诚实的管理者管理收购的企业

## 奖项
1994年出版的第一版销量超过100万册，在《纽约时报》精装非小说类畅销书排行榜上霸占21周。10年后，罗伯特·海格士多姆修订了第二版出版。

## 拓展阅读
- 小罗伯特·海格士多姆. . 由朱武祥; 樊勇翻译. 北京市: 清华大学出版社. 2007. ISBN 7-302-02775-7.